# San Lorenzo Victoria
San Lorenzo Victoria è un comune del Messico, situato nello stato di Oaxaca.